# Râul Șaroș, Telciu
Râul Șaroș este un curs de apă, afluent al Pârâului Noroios. 